# كريش (نبات)
كريش أو عتر (الاسم العلمي: Glossonema)، جنس نباتات من فصيلة الدفلية، وصف لأول مرة بأنه جنس في عام 1838. مواطنها الأصلية في أفريقيا وجنوب غرب آسيا.
الأنواع
1. Glossonema boveanum (Decne.) Decne. - اليمن، شمال شرق إفريقيا
2. Glossonema revoilii Franch. - إفريقيا الاستوائية
3. Glossonema thruppii Oliv. - الصومال
4. Glossonema varians (Stocks) Benth. ex Hook.f. - إيران، باكستان